# Dąbrowa Chełmińska
Dąbrowa Chełmińska (in tedesco fino al 1866 Dombrowken, dal 1866 al 1942 Damerau, dal 1942 al 1945 Kulmischdamerau) è un comune rurale polacco del distretto di Bydgoszcz, nel voivodato della Cuiavia-Pomerania.
Ricopre una superficie di 124,62 km² e nel 2004 contava 7058 abitanti.